# Яцукович, Николай Клементьевич
Николай Клементьевич (Климентьевич) Яцукович (1840 — до 1910) — русский химик, заслуженный профессор Харьковского университета.

## Биография
Родился в Санкт-Петербурге 1 (13) мая 1840 года.
Окончил в 1860 году со степенью кандидата по разряду естественных наук физико-математический факультет Санкт-Петербургского университета. В 1865 году руководил практическими работами в Петербургском технологическом институте.
Яцукович начал исследовательскую работу в частной лаборатории известных химиков Н. Соколова и А. Энгельгардта, организовавших в 1857 году химический кружок. В 1860-х годах он работал в Гейдельберге в лаборатории Эрленмейера.
Синтез гиппуровой кислоты из бензамида и хлороуксусной кислоты, осуществлённый в 1867 году Яцуковичем, убедительно доказал, что она является N-ациальным производным глицина. Выяснение структуры этой кислоты помогло изучить механизм обезвреживания некоторых ядовитых веществ.
В 1868 году защитил в Петербургском университете диссертацию на степень магистра химии «Об амидах кислот гликолевого порядка» и в сентябре того же года был принят доцентом на кафедру технической химии Харьковского университета. Здесь в 1871 году он защитил докторскую диссертацию «Хлорметилсернистые кислоты» и в мае стал экстраординарным профессором, а в мае 1882 года — ординарным профессором кафедры технической химии физико-математического факультета Харьковского университета. Преподавал техническую химию и технологию, а также аналитическую химию (читал лекции и вёл практические занятия). Также он читал лекции по химии для студентов медицинского факультета: программа курса включала «упражнения студентов в общем и техническом, качественном и количественном анализе путём взвешивания и титрования». С 1894 по 1898 годы был заслуженным профессором университета за штатом.
В 1898 году уволился по прошению и переехал в Ялту, где у него была дача. Был членом Ялтинской городской управы.
В «Отчёте о состоянии и деятельности Императорского С.-Петербургского университета за 1909 год» был отмечен поступивший по завещанию Яцуковича капитал, проценты с которого предназначались на печатание журнала Русского физико-химического общества, «на издание книг и на помощь молодым учёным командируемым за границу».
В 1871 году он перевёл работу профессора химии в Каролинской коллегии в Брауншвейге Фридриха Юлия Отто: «Винокурение, приготовление спирта и производство сладких и ароматических водок» (СПб., 1871).